# Joachim-Ernst Berendt
Joachim-Ernst Berendt (bis in die 80er Jahre auch Joachim E. Berendt; * 20. Juli 1922 in Berlin; † 4. Februar 2000 in Hamburg) war ein deutscher Musikjournalist und Musikproduzent in der Gattung Jazz. Mit seinem Standardwerk „Das Jazzbuch“ prägte er seit den 1950er-Jahren für Generationen von Hörern und Musikern vor allem im deutschsprachigen Raum die Kenntnis und die Auffassung von Jazz.
Über vierzig Jahre lang war er Redakteur beim damaligen Südwestfunk in Baden-Baden und damit der dienstälteste Jazzredakteur der Welt. Mit der (zeitweise) wöchentlichen Fernsehsendung mit Jazzkonzerten und einem damals noch täglich gesendeten Hörfunkprogramm über Jazz leistete er große Pionierarbeit zur Förderung und Verbreitung des Jazz im Nachkriegsdeutschland.

## Leben und Wirken
Joachim-Ernst Berendt war ein Sohn des evangelischen Pastors Ernst Berendt (1878–1942), Direktor der Stiftung Bethabara in Berlin-Weißensee (heute Stephanus-Stiftung). Sein Vater gehörte der Bekennenden Kirche an. Er wurde in der Zeit des Nationalsozialismus acht Mal verhaftet und starb 1942 im KZ Dachau. Sein Großvater Ernst Gottlieb Georg Berendt (1842–1919), Gründer der Stiftung Bethabara, konnte seine Konversion vom Judentum zum Protestantismus vor der Öffentlichkeit mit Erfolg verschweigen und verbergen.
Schon während des Dritten Reiches interessierte er sich für den damals in den Untergrund abgedrängten Jazz. Im Zweiten Weltkrieg musste Berendt 1942 sein gerade begonnenes Studium der Physik an der TH Karlsruhe abbrechen, da er zur Wehrmacht eingezogen wurde. Bereits kurz nach dem Ende des Krieges gehörte er zu den ersten Angestellten des neu gegründeten Südwestfunks (SWF), für den er seit dem 1. August 1945 arbeitete. Hier leitete Berendt von 1947 bis zur Pensionierung 1987 die Jazzredaktion des SWF. Sein Vorbild und Mentor war der Musikwissenschaftler Heinrich Strobel, von dem er die Arbeit in den Medien Radio, Fernsehen, Schallplatten und Presse erlernte.
Ab 1947 veranstaltete Berendt die Konzertreihe Jazztime Baden-Baden, die er von 1954 bis 1972 als Basis für seine in der ARD gesendete Fernsehserie Jazz – gehört und gesehen verwendete. Sie enthielt auch weitere Jazzproduktionen des SWF, wie beispielsweise – seit 1954 auf den Donaueschinger Musiktagen – die NOWJazz-Session. Außerdem war er als Pressereferent für die Deutsche Jazz Föderation tätig. 1953 erschien im Fischer Verlag erstmals Das Jazzbuch, ein in viele Sprachen übersetztes Standardwerk.
In den 1950er Jahren kombinierte Berendt – gemeinsam mit dem Rezitator Gert Westphal – Jazz & Lyrik. Schon in den 1960er beschäftigte sich Berendt mit der Weltmusik, einer Mischform aus westlicher Populärmusik und traditionellen nicht-westlichen Musikformen. So brachte er bereits frühzeitig mit Unterstützung des Goethe-Instituts deutsche Jazzmusiker auf Asientourneen mit einheimischen Musikern zusammen. 
Berendt war Initiator und teilweise auch künstlerischer Leiter vieler Jazzfestivals: American Folk and Blues Festival, Berliner Jazztage, Free Jazz Meeting Baden-Baden, World Expo in Osaka, Olympia 1972 in München. Er war zugleich Produzent zahlreicher Schallplatten, vor allem für das Label Musik Produktion Schwarzwald (MPS). Für das Label MPS entwickelte er die Schallplattenreihe „Jazz Meets the World“. 1983 veranstaltete er in New York das Festival Jazz and World Music.
Berendt wandte sich im Verlauf der 1970er Jahre zunehmend von der Jazzszene ab, um sich mit der Musik in einem erweiterten Sinne zu beschäftigen. Musik verstand er in seinen späteren Jahren eher als Ausdruck der menschlichen Existenz an sich, jeweils begreifbar im Kontext des gesellschaftlichen und auch religiösen Zusammenhangs.
Am 28. November 1981 sendete der Südwestfunk Berendts zweiteilige Hörsoiree Nada Brahma. Die Welt ist Klang. Als eine der wenigen Radiosendungen im Kulturprogramm erreichte dieses Radio-Feature ein großes Publikum und löste über tausend Zuschriften aus. 1983 gab Berendt im Anschluss an die Radiosendung die Bücher Nada Brahma – die Welt ist Klang und Das dritte Ohr. Vom Hören der Welt heraus. Hier beschäftigt er sich allgemein mit dem Hören, z. B. mit dessen medizinischen, historischen, physikalischen, kulturellen, meditativen und philosophischen Aspekten (vgl. Nadabrahma-Meditation).
In seinem häufig der New-Age-Publizistik zugeordneten Werk Nada Brahma – die Welt ist Klang (1983) schrieb Berendt über die Welt des Hörbaren und der magnetischen, elektrostatischen und sonstigen physikalischen Schwingungen, wobei der ehemalige Physikstudent Berendt für seine Thesen auch eine Vielzahl namhafter Wissenschaftler anführt. 
Seine Hinwendung zum Philosophischen und Spirituellen mit seinen Meditationen unter anderem beim japanischen Zen-Buddhismus und beim indischen Mystiker Osho ist von manchen seiner Leser bedauert, von anderen dagegen sehr begrüßt worden. Ebenso umstritten war auch Berendts Versuche, die Grenzen des Jazz zu überschreiten. Er wandte sich damit nicht gegen den Jazz an sich, sondern wünschte sich eine Weiterentwicklung in andere Richtungen:

„Überschreiten heißt nicht: den Jazz hinter sich zu lassen; es bedeutet: noch einen weiteren Schritt tun. Viele Jazzfreunde haben mir diese Schritte übelgenommen, sie wollten den reinen (ein fragwürdiger Begriff, auf den ich im Kapitel über Weltmusik eingehe) Jazz.“

Berendt war in vierter Ehe mit Jadranka Marijan-Berendt verheiratet. Er starb mit 77 Jahren, als er trotz roter Ampel eine Straße überquerte und angefahren wurde. Sein Nachlass befindet sich im Archiv des Jazzinstituts Darmstadt. Der US-amerikanische Musiker Ry Cooder benannte seinen Sohn Joachim Cooder nach Joachim-Ernst Berendt.

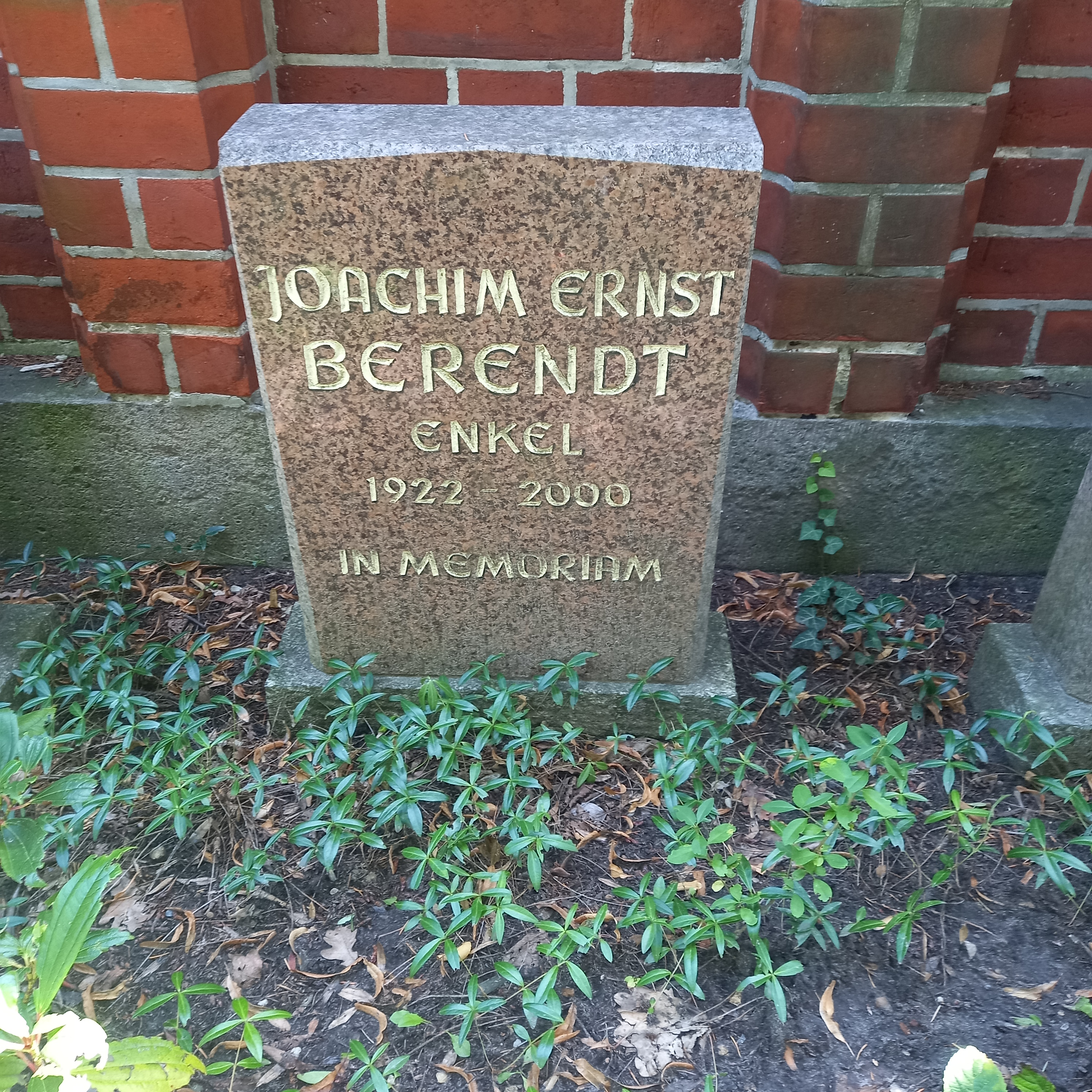
Grabstein von Joachim-Ernst Berendt auf dem evangelischen Georgen-Parochial-Friedhof III in Berlin

## Auszeichnungen
- 1961: Bundesfilmpreis
- 1962: Kritikerpreis des Deutschen Fernsehens
- 1970: Polnischer Kulturpreis
- 1979: Ehrenprofessorwürde
- 1984: Bundesverdienstkreuz 1. Klasse

## Joachim-Ernst-Berendt-Ehrenpreis der Stadt Baden-Baden
Zwischen 2012 und 2018 verlieh die Stadt Baden-Baden den von Marc Marshall initiierten Joachim-Ernst-Berendt-Ehrenpreis der Stadt Baden-Baden im Rahmen des Mr. M´s Jazz Festivals. Empfänger waren:
- 2012: Klaus Doldinger
- 2013: Paul Kuhn
- 2014: Till Brönner
- 2015: Patti Austin
- 2016: Nils Landgren[12]
- 2017: Wolfgang Haffner[13]
- 2018: Helge Schneider[14]

2019 wurde angekündigt, dass der Preis sowohl inhaltlich als auch namentlich überarbeitet werden sollte.

## Veröffentlichungen (Auswahl)
- Das Leben, ein Klang. Wege zwischen Jazz und Nada Brahma. Droemer Knaur, München 1996, ISBN 3-426-26933-3 (Autobiografische Erzählungen).[16]

### Jazzpublikationen
- Der Jazz: Eine zeitkritische Studie. Deutsche Verlags-Anstalt, Stuttgart 1950.
- Das Jazzbuch. Fischer, Frankfurt am Main 1953. Sechs Auflagen mit Erweiterungen bis 1989, seit der 7. Auflage (2005) fortgeführt von Günther Huesmann.[17]
- Variationen über Jazz. Aufsätze. Nymphenburger Verlagshandlung, München 1956.
- Ein Fenster aus Jazz – Essays, Portraits, Reflexionen. Fischer TB, Frankfurt am Main 1978, ISBN 3-596-23002-0.

#### Veröffentlichungen als Herausgeber
- Die Story des Jazz. Vom New Orleans zum Rock Jazz. Herausgegeben von Joachim-Ernst Berendt. Mit Beiträgen von Werner Burkhardt, Ekkehard Jost, Reimer von Essen, Manfred Miller, Karl Lippegaus, Leonard Feather und Dan Morgenstern. Deutsche Verlagsanstalt, Stuttgart 1975.

#### Veröffentlichungen als Textautor von Bildbänden
- Jazz – optisch. Fan-Edition. Fotografien von Skippy Adelman, William Claxton, William P. Gottlieb, Otto F. Hess, Jean-Pierre Leloir, Herman Leonard, Robert Ruthardt und Francis Wolff.  Nymphenburger Verlagshandlung, München 1954.
- William Claxton, Joachim-Ernst Berendt: JazzLife. A Journey For Jazz Across America In 1960. Fotografien von William Claxton. Burda, Offenburg (Baden) 1961.
- Photo-Story des Jazz. Mit 370 Fotos von William Claxton, Otto F. Hess, Jørgen Bo, Yukio Ichikawa (u. a.). Wolfgang Krüger Verlag, Frankfurt am Main 1978, ISBN 3-8105-0209-X.

### Weltanschauliche Publikationen
- Nada Brahma – die Welt ist Klang. Insel, Frankfurt am Main 1983, ISBN 3-458-14088-3.
- Das dritte Ohr. Vom Hören der Welt. Rowohlt, Reinbek bei Hamburg 1985, ISBN 3-498-00500-6.
- Ich höre, also bin ich. Hermann Bauer, Freiburg im Breisgau 1989, ISBN 3-7626-0371-5.
- Hinübergehen – Das Wunder des Spätwerks. Mit drei Audio-CDs. Network bei Zweitausendeins 1993.
- Es gibt keinen Weg – nur gehen. Zweitausendeins, Frankfurt a. M. 1999, ISBN 978-3-86150-322-4.
- Kraft aus der Stille. Vom Wachsen des Bewußtseins. Droemer Knaur, München 1995, ISBN 3-426-27163-X.

#### Hörwerke
- Die Welt ist Klang – Nada Brahma. Hörwerk mit Beiheft auf 4 CDs. Network bei Zweitausendeins 1988.
- Vom Hören der Welt – Das Ohr ist der Weg. Hörwerk mit Beiheft auf 4 MCs (auch auf CD). Network Medien Cooperative im Vertrieb von Zweitausendeins 1988, ISBN 3-7626-8579-7.
- Seelenlandschaften. Joachim-Ernst Berendt liest Rainer Maria Rilke. Audio-CD mit Begleitheft. Mit Krzysztof Zgraja (Querflöte), Vladislav Sendecki (Piano), Philip Catherine (Gitarre), Horst Boesing (Aufnahme und Mischung). Hermann Bauer, Freiburg, 1999.